# Slag om de Vukov Klanac
De Slag om de Vukov Klanac (Slag om de Vukov-kloof), was een 7-daagse strijd tussen de Wehrmacht en de Joegoslavische partizanen in Midden- Dalmatië . De strijd vond plaats tussen 15 en 23 oktober 1944. Het vond plaats in en rond de regio van Vukov Klanac toen de Wehrmacht-troepen zich terugtrokken uit de nabijgelegen steden Dubrovnik en Ston. Het resulteerde erin dat de 369e (Kroatische) Infanteriedivisie (ook bekend als de "Duivels-Divisie") het grootste deel van zijn uitrusting en een flink deel van zijn mankracht verloor aan partizanen.

## Inleiding
Het terrein van de strijd vond plaats ten zuiden van de Beneden-Neretva-vallei tussen de meerderheid van de 369e "Duivels Divisie" (Oberst Georg Reinicke) van de Wehrmacht en elementen van het 8e Dalmatische Korps (Major-general Vicko Krstulović), voornamelijk de 1e en 11e Brigades van de 26e Dalmatische Divisie. Voorafgaand aan de slag trok de 369e Infanteriedivisie zich terug uit Dubrovnik na aanzienlijke terreinwinst van Dalmatische partizanen. De Opperste Staf gaf de 26e Divisie opdracht Pelješac te bevrijden en te voorkomen dat de 369e Infanteriedivisie zich terugtrok naar Metković aan de rivier de Neretva. Op 13 oktober vond er op het hoofdkwartier van de 26e Divisie in Janjina een ontmoeting plaats tussen kolonel Božo Božović, met zijn commissaris Dušan Korač en stafchef Ante Biočić en de commandanten van de 1e en 11e Brigades om een plan te formuleren om Ston te bevrijden en de weg Dubrovnik-Metković af te snijden.

## De strijd
De 1e Brigade moest de baai van Mali Ston oversteken en landen bij Neum, waar het de Vukov-kloof zou infiltreren, de weg Dubrovnik-Metković zou afsnijden en Duitse tegenaanvallen van Metković zou voorkomen. De 11e Brigade kreeg de opdracht Ston te bevrijden en vervolgens de 1e Brigade te helpen bij het afsnijden en verslaan van de Wehrmacht- en Ustaše-troepen bij de terugtrekking uit Dubrovnik.

### Neum
Voordat Ston kon worden ingenomen, waren er meerdere tactisch belangrijke locaties die de partizanen moesten innemen. De 1e Brigade was verdeeld in vier bataljons, waarvan er drie de baai van Mali Ston overstaken en de vierde in reserve werd gehouden. Het 1e en 3e landden bij het dorp Klek, terwijl het 2e het kanaal overstak en landde op het schiereiland Klek. De twee bataljons die bij het dorp Klek landden, kwamen in gevecht met het overbelaste 3e bataljon van het Duitse 370e Grenadierregiment en namen snel de controle over omliggende dorpen langs de kust over. Het bataljon op het schiereiland Klek rukte op in oostelijke richting naar de weg Neum-Ston en nam een kruispunt ongeveer een kilometer ten zuiden van Neum in.
De volgende ochtend van 16 oktober kreeg het Duitse garnizoen in Neum het bevel zich terug te trekken naar de dorpen Duži, Topola en Ošlje. Nu de verdediging bij Neum geëlimineerd was, bezetten elementen van de 1e Brigade snel de belangrijke haven van de stad. Van daaruit kreeg het derde bataljon het bevel het Duitse bolwerk Kuti in te nemen en de Duitsers het gebruik van de weg naar Metković te ontzeggen. Tegen het einde van de dag stond een groot stuk kust dat zich uitstrekte van Neum tot Klek en Slivno Ravno onder de controle van de Partizanen en was de wegverbinding Dubrovnik-Metković verbroken.

### Toegang tot de Vukov-kloof
De 1e Brigade kreeg vervolgens de taak om het gebied van de Vukov-kloof in te trekken en de top van de Oštrikovac in  te nemen. Het nemen van deze berg was belangrijk omdat de top uitkeek op het kruispunt van de weg vanuit Dubrovnik en de weg vanuit Ston. Op 17 oktober ging de 1e Brigade in de aanval en boekte aanzienlijke vooruitgang in het gebied van de Vukov-kloof. Het eerste bataljon nam Duži in en werd daarna in reserve geplaatst, maar niet voordat het de verbinding tussen Hutovo en Duži kon verbreken, waardoor nog meer Duitse garnizoenen werden afgesneden. Net ten noorden van Hutovo hield de 13e Brigade, onderdeel van de 29e Herzegovijnse Divisie, een positie in Popovo Polje, maar had nog geen contact met het commando van de 26e Divisie. Tegen het einde van de dag hadden het 2e en 4e bataljon Topola en Ošlje bezet, en stonden kort voor Oštrikovac. Tegelijkertijd versloeg het 3e bataljon het Duitse garnizoen bij Kuti en nam het tot vernietiging voorbereidde punten over. De Duitse reactie vanuit Metković was hard. De Duitsers vielen de partizanen rond het dorp Kuti drie keer aan, nadat de partizanen het dorp hadden ingenomen. De 1e Brigade bezette nu de weg Dubrovnik-Metković van de buitenwijken van Metković helemaal naar Oštrikovac.

### Ston
De aanval van de 11e Brigade op de stad Ston werd ondersteund door een Britse langeafstandsartillerie-eenheid op het eiland Mljet. Op 18 oktober, de dag na de terreinwinsten van de 1e Brigade, begon de 11e Brigade de aanval op Ston. In de voorafgaande dagen had de brigade al kleine aanvallen uitgevoerd op bunkers en versterkte punten rond Ston, maar dat had geen grote resultaten opgeleverd. De Duitsers waren ondertussen versterkt door een compagnie Italiaanse fascisten. Op de 18e echter, na een geconcentreerde aanval van de 11e Brigade, werden de Italianen en Duitsers gedwongen zich terug te trekken vanuit Mali Ston naar Ston zelf. Vervolgens voerden de partizanen een aanval uit op de stad Ston, waar de weerstand sterker was, geholpen door de intacte middeleeuwse vestingwerken in Ston. Duitse weerstandnesten in de forten van Kaštio en Korona werden omsingeld en hielden een paar uur stand voordat de partizanen deze vestingwerken innamen. Tegen de avond van 18 oktober stond Ston volledig onder partizanencontrole. De resterende Duitse troepen trokken zich terug langs Rudine en Doli om Oštrikovac te versterken, dat werd aangevallen door partizanen. Zo’n 258 Duitsers en Italianen gaven zich over aan de partizanen bij Ston.

### Oštrikovac

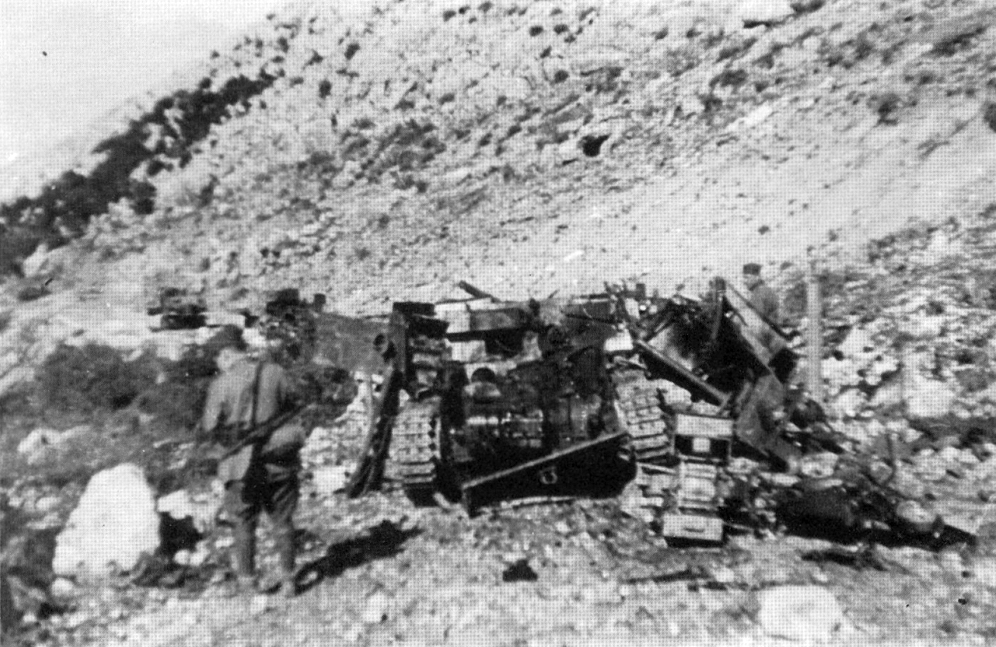
Joegoslavische partizanen staan naast een verwoeste Duitse tank in de Vukov-kloof, oktober 1944

Terwijl de 11e Brigade de Duitsers bij Ston onder druk zette, vielen de partizanen in het gebied rond Oštrikovac het Duitse steunpunt op de berg aan, om daarmee een succesvolle Duitse terugtrekking uit Ston te voorkomen. Het 2e en 4e bataljon van de 1e Brigade vielen het bolwerk aan rond dezelfde tijd dat de 11e Brigade Ston aanviel. De Duitse verdedigers waren versterkt door troepen die zich terugtrokken uit Dubrovnik. De aanval verliep op 18 oktober zonder noemenswaardige winst van de partizanen, zelfs niet toen deze het 1ste bataljon inzetten om de aanval te versterken. Het commando van de 1st Brigade annuleerde de aanval die nacht om te reorganiseren.
De volgende ochtend werd de aanval hervat. Tegelijkertijd werden de Duitse troepen in het Vukov-kloofgebied gegroepeerd als Kampfgruppe Becker, ongeveer 4.000 man sterk. Deze Kampfgruppe had als commandant Major Becker (van 1e Bataljon van GR 370). Intussen begon de Duitse Kamfgruppe Kähne (onder bevel van Oberstleutnant Kähne, commandant van Grenadier-Regiment 370  (kroatisch)) vanuit Metković te bewegen naar door partizanen bezette demolitie-punten ten noorden van de Vukov-kloof. De partizanen hoorden van deze gepantserde Duitse opmars (de Kampfgruppe bestond uit 7 ex-Italiaanse tanks en gemotoriseerde stukken geschut, 2 pantserwagens, een paar trucks en 150 soldaten) van Metković en gebruikten de ex-Duitse explosievenpunten bij Kuti om de Duitse opmars tot staan te brengen. Het commando van de 26e Divisie beval, in afwachting van een tegenaanval van de Duitsers bij Oštrikovac, de 1e brigade zich terug te trekken naar de flanken van de weg Oštrikovac-Vukov-kloof en bereidde zich voor om eventuele oprukkende Duitse troepen in een hinderlaag te lokken. Tegelijkertijd positioneerde de 11e Brigade zich langs de weg Metković-Dubrovnik om de terugtrekkende colonne van Metković die eerder die dag was gestopt in een hinderlaag te lokken.
Het hoofdkwartier van de 26e Divisie, bezorgd over de onzekerheid van de situatie in de Vukov-kloof en gretig om zijn winst (Neum en Ston) eerder die week veilig te stellen, had de 1e Brigade bevolen zich terug te trekken naar Pelješac en de 11e naar Neum. De omstandigheden van zware gevechten verhinderden echter dat beide brigades zich konden terugtrekken. Het bevel over het gehele 8e Dalmatische Korps deelde dezelfde zorgen als de 26e Divisie en beval de 1e en 11e Brigades om zich op 22 oktober uit hun situatie terug te trekken en opnieuw te worden ingezet in Split en Brač.

### Vukov Klanac
Het bevel om zich terug te trekken kwam in een moeilijke situatie voor de brigades omdat ze vastzaten in harde gevechten met Kampfgruppe Becker, die probeerde door te breken naar Metković. Dit betekende dat geen van beide brigades zich op dat moment kon terugtrekken. Op 20 oktober stuurde het bevel van de 26e Divisie, volgens de instructies van het 8e Korps, een verzoek naar de 29e Herzegovina Divisie in Dubrovnik met het verzoek of diens Herzegovijnse brigades de uitgeputte 1e en 11e Brigades konden vervangen. Deze uitwisseling kon niet plaatsvinden omdat het hoofdkwartier van de 29e Divisie te ver was om op tijd te verplaatsen. Ante Biočić, stafchef van de 26e Divisie, negeerde bevelen en weigerde de divisie te dwingen zich terug te trekken uit haar posities. De 11e Brigade ging echter door met de directe bevelen van het 8e Korps en trok zich toch terug in Mali Ston, zonder Biočić’s kennis en toestemming.
Met de afwezigheid van de 11e Brigade bleef de noordelijke flank van de partizaan saillant rond de Vukov-kloof overbelast, slechts bemand door het 4e bataljon van de Brigade. In de vroege ochtend van 21 oktober vielen zowel Kampfgruppe Becker als Kamfgruppe Kähne de 1e Brigade aan. Na een intens gevecht met Kamfgruppe Kähne kon het 4e bataljon diens opmars tijdelijk stopzetten. De commandant van de 1e Brigade, Bogdan Stupar, wilde echter het risico minimaliseren dat het 4e bataljon zware verliezen zou leiden en beval het bataljon het Metković-gebied te verlaten. In plaats daarvan moest het de Duitse verdediging bij Opuzen testen. De rest van de dag hakten de andere drie bataljons van de 1e Brigade in op de oprukkende colonne van Kampfgruppe Becker langs de weg naar de Vukov-kloof. Tegen het einde van de dag hadden de Kamfgruppen Kähne en Becker elkaar ontmoet in de Vukov-kloof, waar de weg was vernield door partizanen. Omdat de voertuigen van Kamfgruppe Becker de vernielde weg niet konden doortrekken, nam Becker de fatale beslissing om te blijven in de Vukov-kloof.
De commandant van Kampfgruppe Becker had in theorie zonder zijn zware uitrusting richting Metković kunnen gaan, maar hij was ervan overtuigd dat het zonde was om zoveel gepantserd en gemotoriseerd oorlogsmaterieel te verliezen. Zo kwam het dat in de nacht van 21 op 22 oktober de hele strijdmacht van Becker volledig blootgesteld werd aan de doorgewinterde partizanen guerrillatactiek en daarbij zware verliezen leed. Gewonden moesten met een brancard over het lange, blootliggende stuk verwoeste weg worden gedragen om naar Metković te worden geëvacueerd. De volgende dag, 22 oktober, arriveerden ingenieurs en de commandant van de Duitse troepenmacht kreeg te horen dat het minimaal twee weken zou duren om de weg te herstellen. De Kampfgruppe Becker, die nu omsingeld was, hield nog een nacht stand, voortdurend onder vuur van partizanen van de 1e Brigade. Bij zonsopgang op 23 oktober capituleerde Kampfgruppe Becker. Slechts een kwart van de Duitse troepen wist te ontsnappen naar Metković. Op de plaats van de slag bleven alle Duitse voertuigen en uitrusting achter, vernietigd of beschadigd.

## Nasleep
Op 23 oktober meldde Ante Biočic, de stafchef van de 26e Divisie, aan het divisiehoofdkwartier: "Er werden bittere gevechten uitgevochten met de vijand die probeerde door te breken van Oštrikovac naar Metković. Zelfs de kleinste restanten zouden waarschijnlijk zijn vernietigd als de 11e Brigade tijdens de slag niet was teruggetrokken voor een nieuwe taak." De totale verliezen van de vijand in het gebied van Ston – Vukov-kloof, volgens het rapport van het hoofdkwartier van de 26e Divisie van 17 november 1944, gestuurd aan het 8e Korps, bedroegen 2.000 doden en 1.070 gevangengenomen Duitse soldaten en officieren. Totaal 12 tanks en 20 vrachtwagens werden vernietigd. En 211 motorvoertuigen werden buitgemaakt, net als één intacte tank, 60 verschillende kanonnen, 289 paarden en diverse andere uitrusting. De eenheden van de 1e en 11e Dalmatische Brigades hadden 56 doden en ongeveer 260 gewonden.
Na de instorting van de kustverdediging zag het hogere Duitse bevelsniveau zich, gezien deze nederlaag en de zwakte van de eigen troepen, gedwongen de Adriatische linie in dit gebied op te geven. Het 2e Pantserleger beval het bezetten van een nieuwe stelling meer landinwaarts. Voor de 369e Infanteriedivisie was dat de lijn Lise—Mostar—Nevesinje. Deze terugtochtbewegingen naar deze linie vonden plaats van 24 tot 26 oktober 1944.